# Escrita protocanaanita
Protocanaanita é a escrita proto-sinaítica em incrições encontradas na região de Canaã;  ou pode ser considerada como diversas formas do alfabeto fenício usadas até uma certa data de transição, tal como 1050 a.C., pelo Fenício, pelo Hebraico e por outras línguas canaanitas. Há ainda a hipótese de ser uma escrita que antecedeu o alfabeto fenício com uma afinidade não definida com as canaanitas. Nessa última concepção, a similaridade tem como base um suposto caráter pictográfico, mas não há registro de tal escrita e ilustrações apresentadas são invenções dos tempos modernos.

## História
A escrita Proto-Canaanita é na realidade um nome dado a uma versão da escrita proto-sinaítica usada em Canaã, area que hoje cobriria os atuais Líbano, Israel (Israel, Faixa de Gaza e Cisjordânia), e áreas do oeste da Síria. A denominação é também usada para referir uma antiga versão do alfabeto fenício usada antes do século XI a.C.
Uma pequena quantidade de inscrições Proto-Canaanitas datadas do século XVII a.C. foram encontradas em Canaã, sendo que a maioria é de textos curtos e seriam provavelmente de viagens falantes de línguas semíticas ou de soldados egípcios.

## Escrita
A escrita era do tipo abjad (só com consoantes), a direção de escrita era variável, era de natureza cuneiforme. A ordem das letras nesse alfabeto é desconhecida. Como o relacionado alfabeto ugarítico, a escrita Proto-Canaanita apresentava possivelmente duas sequências alternativas para a listagem alfabética:
- ABGD  (4 primeiras letras)– similar à do alfabeto hebraico, do alfabeto grego, do alfabeto latino.
- HLḤM – similar à da escrita ge'ez e do alfabeto arábico meridional.

Os antigos nomes das letras Cannanitas seriam bem similares aos correspondentes das escritas Grega, Árabe e Hebraica. Essas denominações possivelmente se baseavam no princípio da acrofonia, presumivelmente de traduções Semíticas oriundas dos nomes de hieróglifos egípcios. Como exemplo, o egípcio nt (água) se tornou o semítico mem (também água) e depois evoluiu para a letra latina M; o egípcio drt (mão) se transformou no semita  kapp (mão) e finalmente a letra latina K.
A direção da escrita era variável, tendo sido encontrados textos que indicavam Esquerda para Direita, outros da Direita para Esquerda, quando em linhas horizontais, outros eram Bustrofédon e ainda em Espral. Uma possível decifração hipotética já teria identificado 23 símbolos (letras) para: vogais de sons a, e, i, o, u;  Sílabas com consoantes ga/ka até U u; ba/pa até U; da/ta até U; as, sé, ne, ri, ro, lu + 12 símbolos ainda não definidos.

## Alfabeto
A seguir se apresenta a reconstrução de 22 letras com indicação dos equivalentes do alfabeto fenício que evoluiu do Cannanita e que gerou as escrita Hebraica, a Grega e a Latina.
| Proto-Canaanita | Fenício | Valor e nome             | Descendentes                   |
| --------------- | ------- | ------------------------ | ------------------------------ |
|                 |         | ʼ ʾalp "boi"             | Aleph א Alfa Α A ا             |
|                 |         | b bet "casa"             | Bet ב Beta Β]] B ب             |
|                 |         | g gaml "boomerang"       | Gimel ג Gamma Γ C-G ج          |
|                 |         | d digg "peixe"           | Dalet ד Delta Δ D ذ-د          |
|                 |         | h haw / hll "hurra"      | He ה Epsilon Ε E ه Є           |
|                 |         | w waw "gancho"           | Waw ו Ϝ-Upsilon Υ F-U-V-W-Y و  |
|                 |         | z zen /ziqq "algema"     | Zayin ז Zeta Ζ Z ز З           |
|                 |         | ḥ ḥet "quintal"          | Heth ח Eta Η H خ-ح             |
|                 | ;       | ṭ ṭēt "roda"             | Teth ט Theta Θ ظ-ط Ѳ           |
|                 |         | y yad "braço"            | Yodh י Iota Ι I-J ي            |
|                 |         | k kap "mão"              | Kaph כ Kappa Κ K ك             |
|                 |         | l lamd "espeto"          | Lamedh ל Lambda Λ L ل          |
|                 |         | m mem "água"             | Mem מ Um Μ M م                 |
|                 |         | n naḥš "serpente"        | Nun Nun Nu Ν N ن               |
|                 |         | s samek "peixe"          | Samekh ס Xi Ξ]] X Ѯ            |
|                 |         | ʻ ʿen "eva"              | Ayin ע Omicron Ο O غ-ع         |
|                 |         | p piʾt "curvatura"       | Pe פ Pi Π P ف                  |
|                 |         | ṣ ṣad "planta"           | Tsade צ San ϻ ص-ض ц            |
|                 |         | q qup "macaco"           | Qoph ק Qoppa Ϙ Q ق Ҁ           |
|                 |         | r raʾs "cabeça"          | Resh ר Rho Ρ R ر               |
|                 |         | š/ś šimš "sol, o Uraeus" | Shin (letra) ש Sigma Σ S ش-س Ш |
|                 |         | t taw "assinatura"       | Taw ת Tau Τ T ث-ت              |